# Rob Kurz
Pour les articles homonymes, voir Kurz.
Robert Karl "Rob" Kurz, né le 5 mars 1985 à Philadelphie en Pennsylvanie, est un joueur américain de basket-ball.